# Massachusetts / Barker of The UFO
A kislemez a Bee Gees együttes egyik legsikeresebb kislemeze, a rajta található Massachusetts című dal a világ több országában is a slágerlisták élére került. A lemez a világ országaiban 5 millió példányban kelt el, ebből az Egyesült Királyság területén 630 ezer példányt értékesítettek.

## Közreműködők
- Barry Gibb – ének, gitár
- Robin Gibb – ének, orgona
- Maurice Gibb – ének,  gitár, zongora
- Vince Melouney – gitár
- Colin Petersen – dob
- stúdiózenekar Bill Shepherd vezényletével
- hangmérnök – Mike Claydon; Damon Lyon Shaw, John Pantry

## A lemez dalai
- Massachusetts  (Barry, Robin és Maurice Gibb) (1967), mono 2:19, ének: Barry Gibb, Robin Gibb
- Barker of The UFO   (Barry Gibb) (1967), mono 1:48, ének: Barry Gibb

## Top10 helyezés
- Massachusetts:  #1: Egyesült Királyság, Németország, Hollandia, Ausztrália, Új-Zéland, Kanada, Dél-afrikai Köztársaság, Norvégia, Chile, Japán, Malajzia, Ausztria, Svédország

## A lemez megjelenése országonként
- Ausztrália Spin EK-1958 1967
- Chile Polydor 59 118 1967
- Dél-afrikai Köztársaság Polydor PD 9289 1967
- Egyesült Királyság Polydor 56 192 1967
- Franciaország Polydor 421 156 1967
- Jugoszlávia RTB S 53 511 POL 1967
- Németország Polydor 59 118 1967
- Norvégia Polydor 59 118  1967
- Olaszország Polydor 59 118  1967
- Spanyolország Polydor 60 011 1967
- Svájc Polydor 59 118 1967
- Szingapúr Polydor 59 118 1967
- Új-Zéland Spin EK-1958 1967